# St. Remigius (Borken)

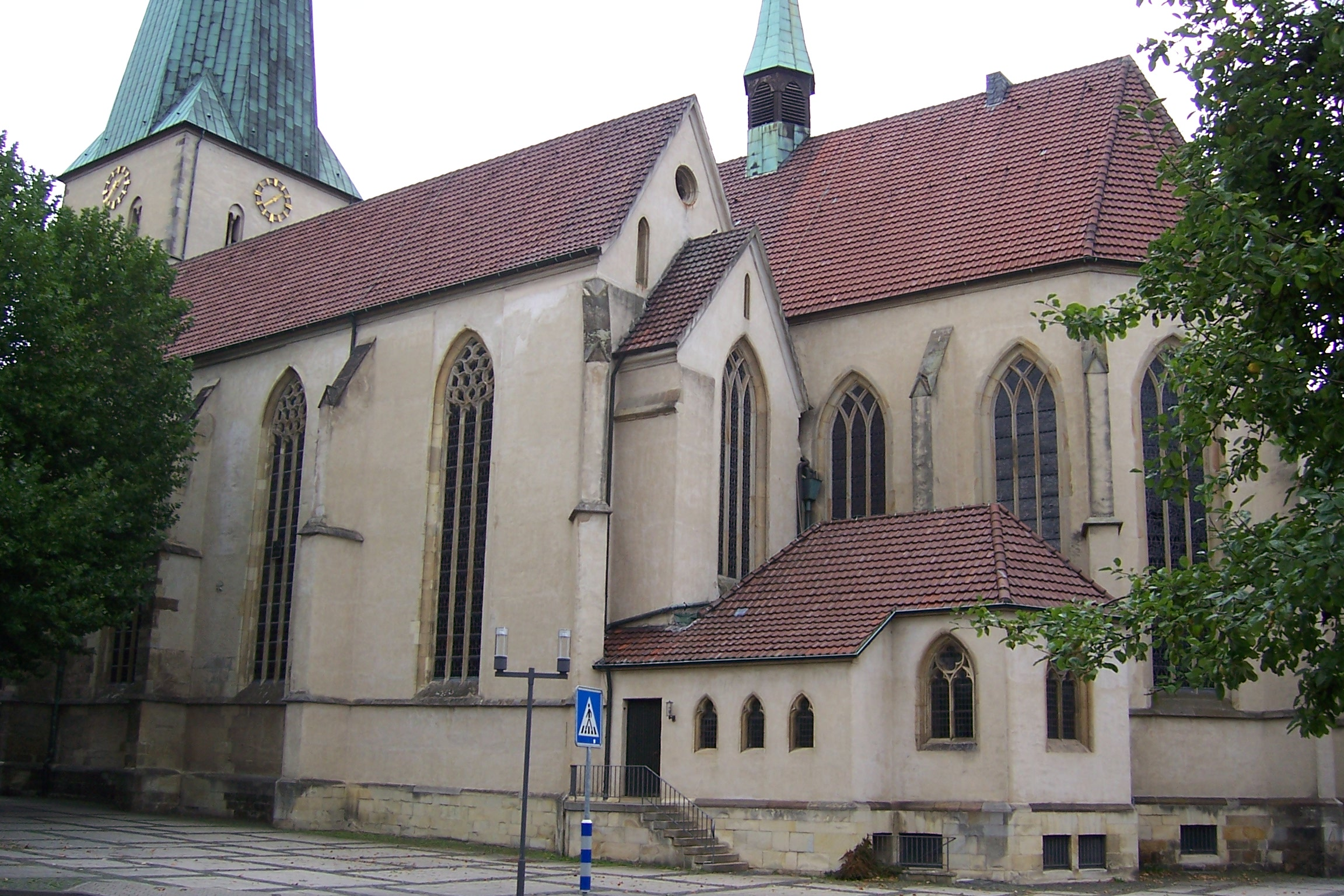
Blick auf den Chor

Die Propsteikirche St. Remigius ist die älteste Borkener Kirche. Sie befindet sich im Stadtzentrum und ist eine katholische Pfarrkirche.

## Geschichte

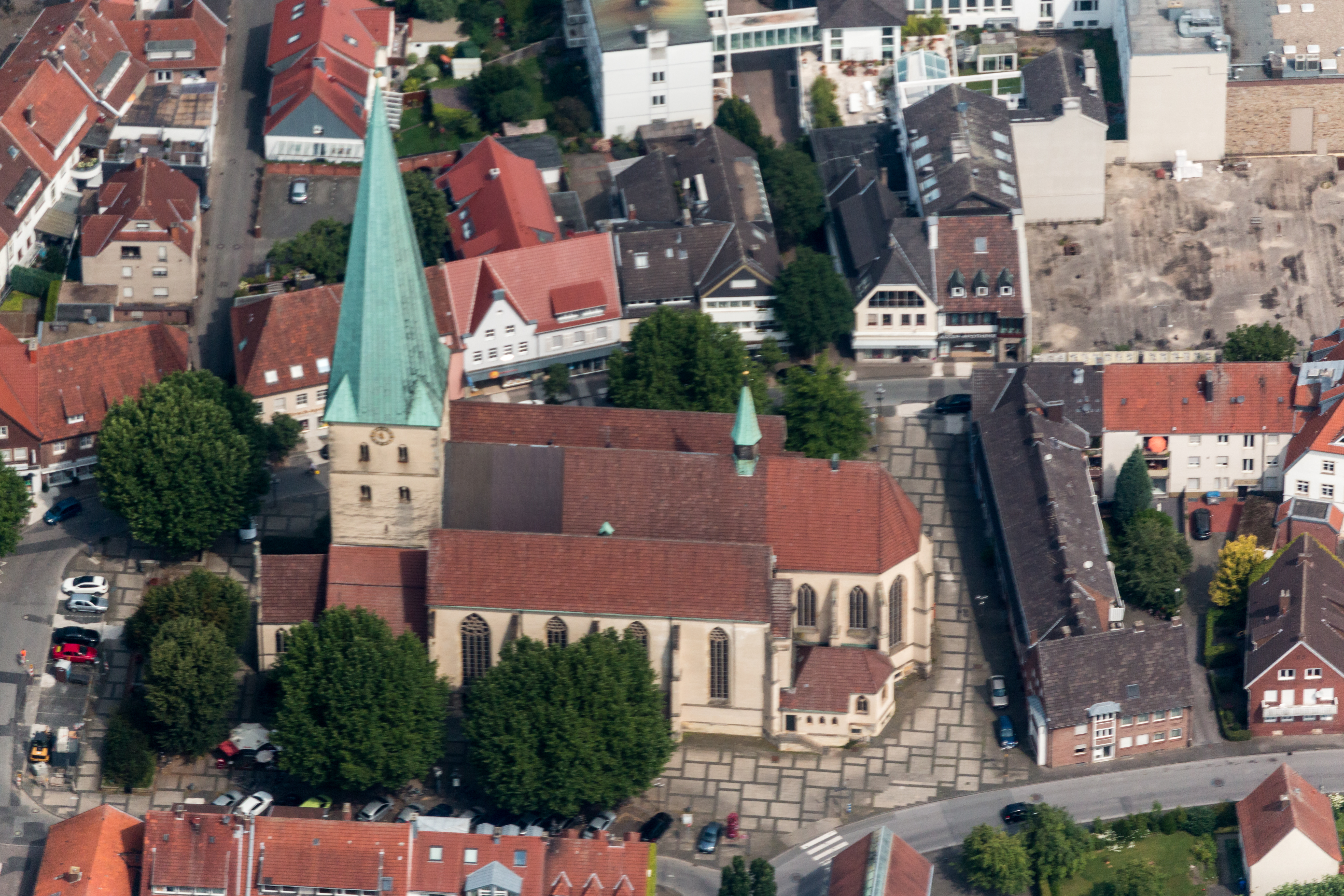
Luftaufnahme

Der Gründer des Kollegiatstifts an St. Remigius, Johannes Walling, stammte selbst aus Borken. Sein Vater Heinemann Peters gen. Walling hatte vom Grafen von Kleve das Gut Lepping zu Hoxfeld als Lehen erhalten. Heinemann verpfändete dieses wiederum und finanzierte mit dem Geld seinem Sohn Johannes Walling ein Studium in Rom. Johannes promovierte dort zum Doctor decretalium, er wurde anschließend zum Auditor am Apostolischen Gericht ernannt, später päpstlicher Kaplan Eugens IV. Es war naheliegend, dass dieser Papst die Pfarrkirche in Borken auf Bitten Wallings am 16. April 1433 zur Kollegiatkirche erhob. Dietrich Franzois, Domdechant zu Münster und Archidiakon zu Borken, stellte am 27. Oktober 1433 eine Urkunde aus, in der Walling zum ersten Dechanten des neuen Stifts ernannt wurde. Johannes Walling stiftete aus seinem Familienvermögen eine Präbende. Durch weitere Stiftungen entstanden schließlich zehn Kanonikate.
Das Stift entging zweimal der unmittelbaren Aufhebung. Bis zum Tode des letzten Dechanten im Jahre 1912 hatte das Kapitel noch kirchenrechtlich Bestand.

## Propstei/Kleriker
Am Ostersonntag, dem 1. April 1934, erhob Bischof Clemens August Graf von Galen die Pfarrkirche St. Remigius zur Propsteikirche (ecclesia praeposita, als Hauptkirche einer Stadt bzw. Region).
Vorsteher der Propsteigemeinde ist der Propst, seit dem 6. März 2016 ist das Propst Christoph Rensing. Propst ist ein Titel innerhalb der christlichen Kirchen, in der katholischen Kirche ist er der Titel des Pfarrers einer zentralen katholischen Gemeinde, die zur Propstei erhoben wurde. Solche Erhebungen fanden überwiegend erst im 20. Jahrhundert statt.
Der Propst ist Leiter der äußeren Angelegenheiten der Propstei und Vorsteher des Kapitels, dem mehrere Kanoniker angehören. Die Kanoniker der Propsteigemeinde St. Remigius sind heute überwiegend Kapläne, d. h. Priester in den ersten Jahren nach ihrer Weihe.
Filialkirche ist die nahe gelegene Johanneskirche.

## Baubeschreibung

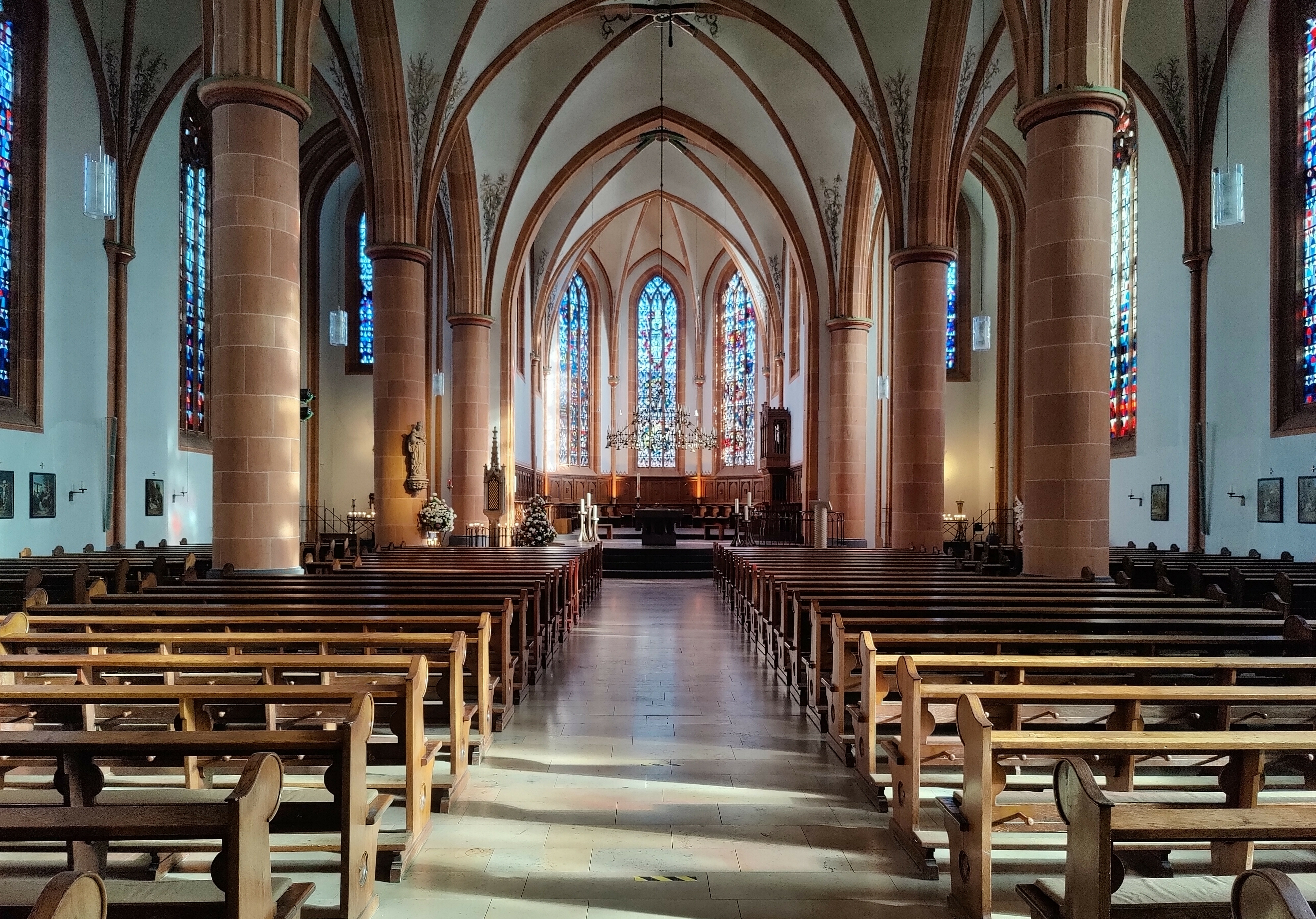
Innenraum (2022)

Grabungen um 1950 ergaben Hinweise auf eine karolingische Holzkirche des späten 8. Jahrhunderts. Ebenfalls wurden noch Hinweise auf Nachfolgebauten ergraben. Um 1150 errichtete man an Stelle der Holzkirche eine erste romanische Steinkirche, von der die beiden unteren Geschosse des Turmes stammten. Dieses Bauwerk war zunächst einschiffig, später ergänzte man zwei Seitenschiffe. Um 1433, mit Erhebung zum Kollegiatstift, begann man mit Errichtung einer spätgotischen, dreischiffigen, dreijochigen Hallenkirche, welche unter Verlust des historischen Chores Ende des 19. Jahrhunderts im Stil der Neugotik um ein viertes Joch und einen neuen Chor erweitert wurde. So hat die heutige St.-Remigius-Kirche einen einjochigen Chor mit 5/8-Schluss und gerade geschlossene Seitenschiffe. Ein jedes Schiff ist mit einem eigenen Satteldach gedeckt. Die Kreuzrippengewölbe ruhen auf Rundpfeilern. Den Turm flankieren im Norden die Marienkapelle (ehem. Michaelskapelle) von 1455 und im Süden die Kreuzkapelle von 1468. Im Westen etwas schräg vor Turm und Kreuzkapelle gesetzt befindet sich die (Allerheiligen-) bzw. Ölbergkapelle mit einem westlichen Treppengiebel, die bis 1945 eine Ölberggruppe beherbergte. Heute dient dieser Raum als Sakristei. Die Remigiuskirche wurde im März 1945 stark zerstört und Anfang der 1950er Jahre wiederaufgebaut.

## Ausstattung

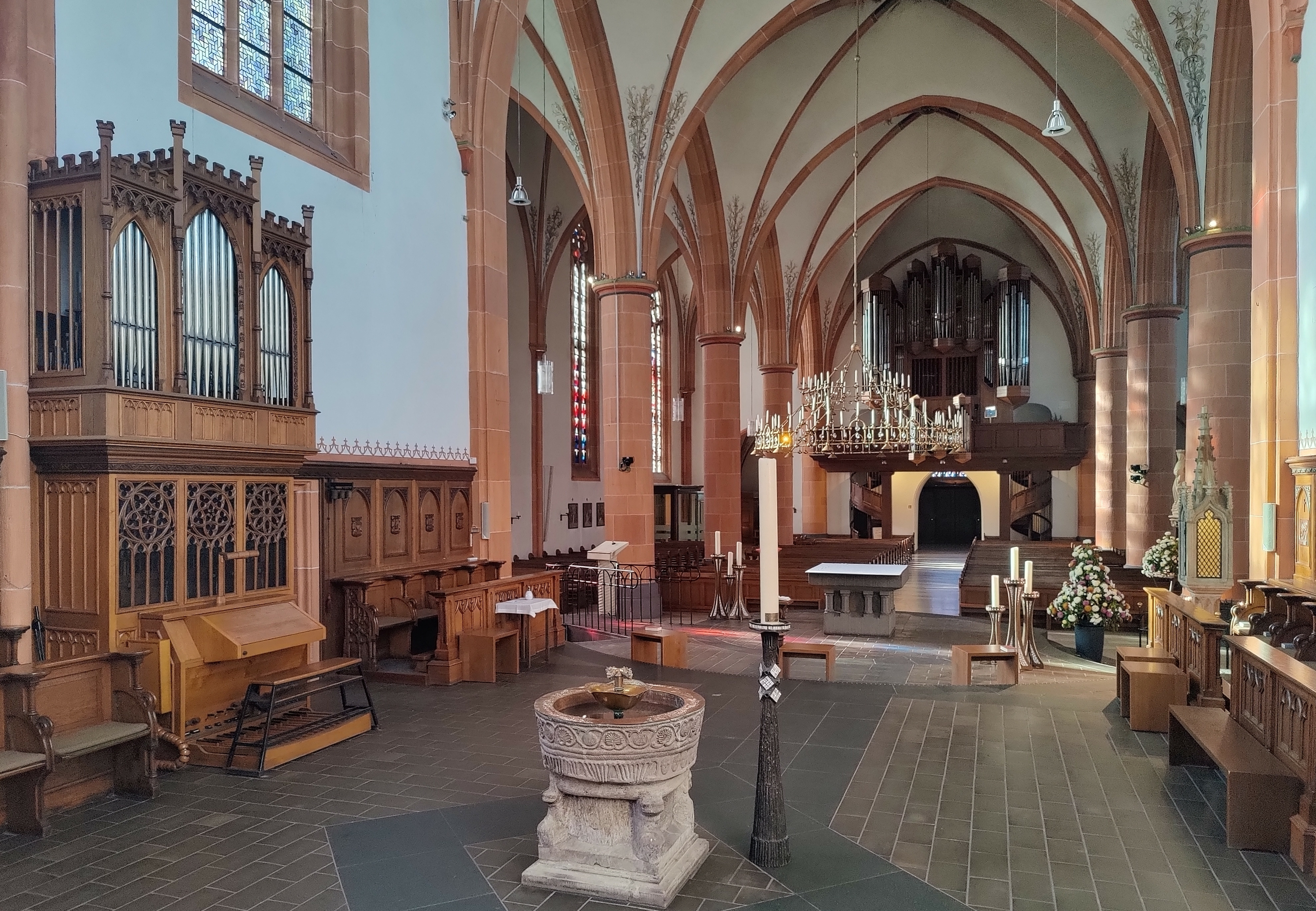
Blick aus dem Chorraum

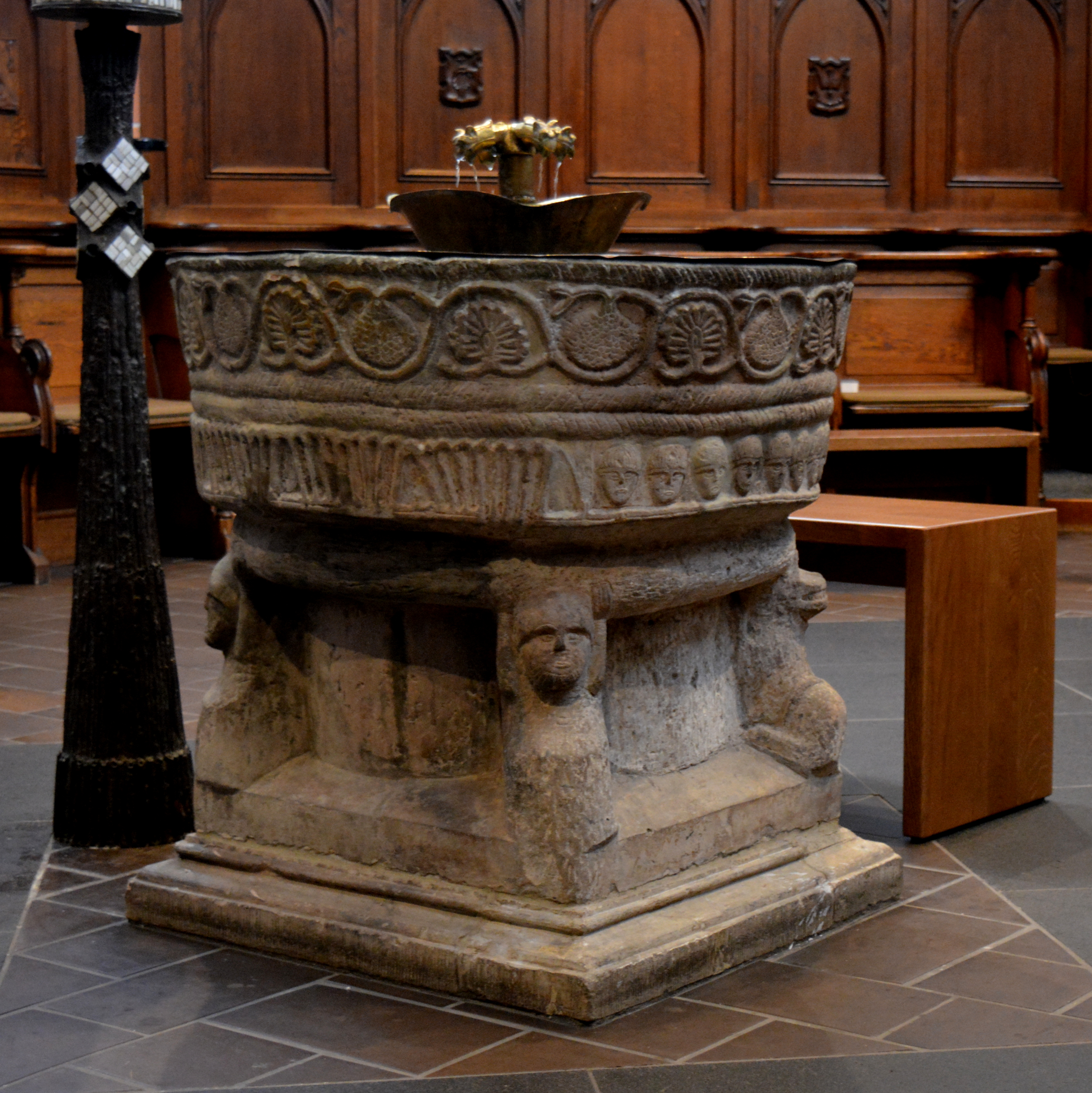
Taufbrunnen im Altarraum

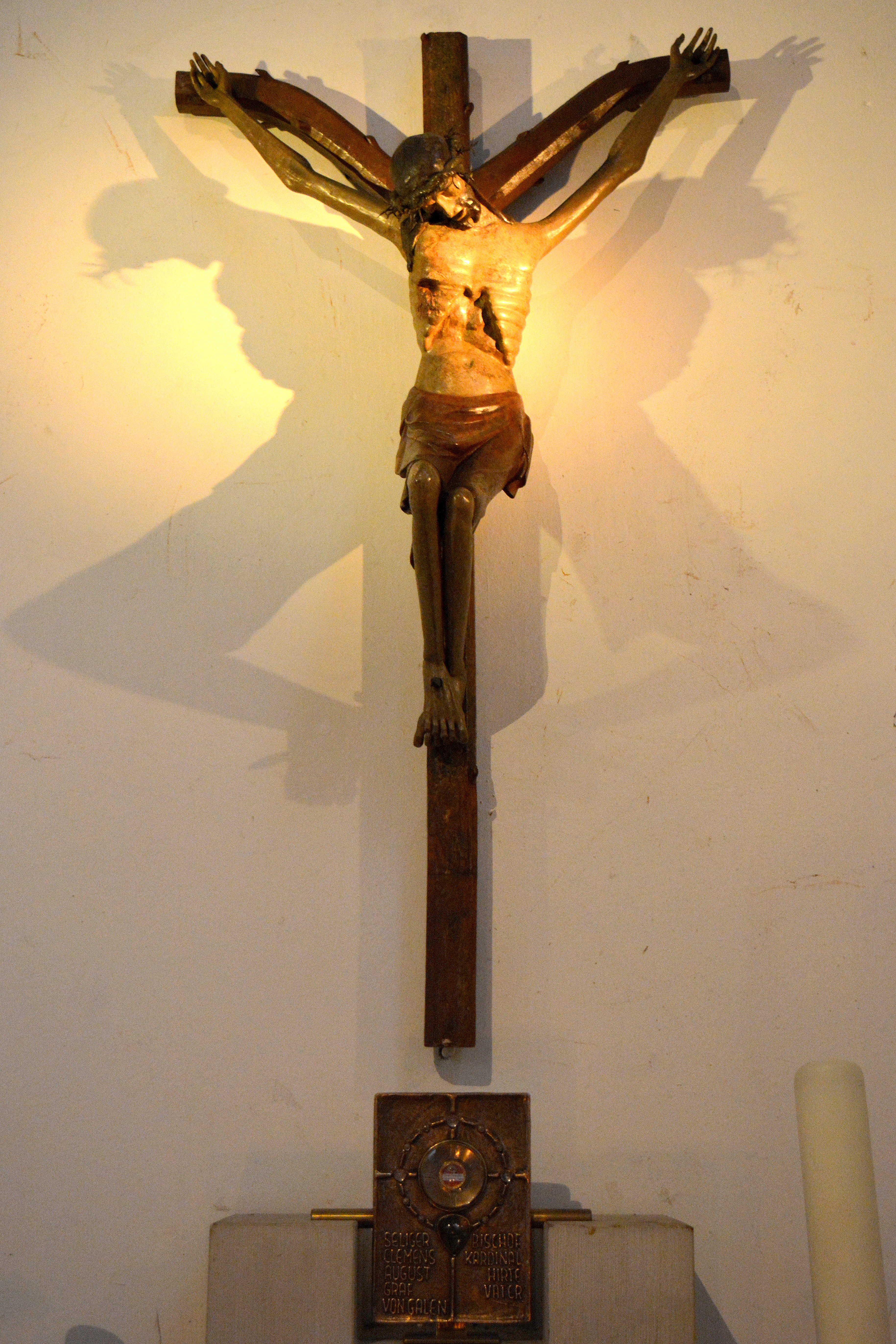
Historisches Gabelkreuz

Ältestes Ausstattungsstück von St. Remigius ist der Bentheimer Taufstein, heute im Chorraum aufgestellt. Die vier Trägerfiguren sind zwei menschliche und zwei löwenartige Gestalten. Oben erkennt man eine Palmettenranke, die als Symbol des Lebensbaumes gilt. Den historischen Taufstein zierte ab 1885 ein vom Bildhauer August Schmiemann (Münster) aus Sandstein gefertigter Deckel. Dieser war mit christlichen Motiven verziert und trug auf seiner Spitze die Figur der Hl. Remigius. Im Zweiten Weltkrieg wurde der „Schmiemann-Deckel“ im Bombenhagel zerstört.
An der Ostwand des Südseitenschiffes hängt das sogenannte „Borkener Gabelkruzifix“ aus der ersten Hälfte des 14. Jahrhunderts. Im Jahr 1953 konnte dieses Kruzifix nur unter großem Aufwand restauriert werden. Dabei fand man im Kopf des Corpus eine in Pergament gewickelte Holzreliquie mit der Inschrift „Vom Holz oder Balken, durch Pilatus unter den Füßen Jesu Christi mit Nägeln angeheftet“.
An selber Stelle, unter dem Gabelkruzifix, befindet sich eine Reliquie des seligen Kardinals Clemens August Graf von Galen. Am 21. September 2008 wurde diese Reliquie durch den Kölner Erzbischof Joachim Kardinal Meisner in die Kirche eingesetzt.
In der Marienkapelle befindet sich eine Heilig-Grab-Darstellung aus dem 15. Jahrhundert. Oberhalb wird die Nische mit dem vollplastischen, nahezu lebensgroßen Grabchristus von zwei krabbenbesetzten Kielbögen geziert. Im Hintergrund der Nische in Malerei die üblichen Begleitfiguren einer Grablegungsszene. Am Sockel sind reliefartig und verkleinert drei Wächter dargestellt. Das Wappen in der Mitte oben wird als das Stifterwappen Wallings gedeutet. In selbigem Raum steht auch eine farbig gefasste Pieta aus Eichenholz, die ebenfalls auf das 15. Jahrhundert datiert wird. Eine ca. 500 Jahre alte Figur der Anna Selbdritt, ebenfalls aus Eichenholz, hat in der Kreuzkapelle Aufstellung gefunden. Von der Ausstattung von vor der Zerstörung 1945 ist noch eine Marienstatue (15. Jh.) aus Baumberger Sandstein erhalten. Ebenfalls in der Marienkapelle hängt ein Triptychon mit der Anbetung der Heiligen Drei Könige (Mitte), der Anbetung der Hirten (links) und die Beschneidung (rechts). Es wurde auf Holz von einem Antwerpener Meister 1518–1522 gemalt.
Das gotische Sakramentshaus überstand die Bombardierung nicht, es wird heutzutage durch eine Totenleuchte ersetzt, die vom Aufbau und Struktur einem Sakramentshaus ähnelt und für diese Nutzung geeignet erschien. Die Totenleuchte stammt ursprünglich aus dem Borkener Kloster Marienbrink oder der unweit gelegenen Hl.-Geist-Kirche. Das Stück aus dem 15. Jahrhundert hat aber bereits jahrelang vor der St.-Remigius-Kirche gestanden. Neben dem Sakramentshäuschen befindet sich die Remigiusfigur (um 1740), darunter der Remigiusschrein mit den Reliquien des Pfarrpatrons, gestaltet 1983 vom Raesfelder Künstler Hermann Kunkler.
Das Chorgestühl wurde 1983 aus einem aufgelösten niederländischen Franziskanerkloster erworben, es ist neugotisch und wurde entlang der Chorwände inklusive Chorhaupt aufgestellt.
In der Eingangshalle des Turmes steht eine barocke Maria Immaculata (datiert 1777) aus der Kapuzinerkirche St. Johannes. Dort über dem Eingang thront nun eine Nachbildung.
Weitere Ausstattungsstücke wurden ab 1983 von andernorts erworben bzw. neu geschaffen, um der als kärglich empfundenen Wiederaufbausituation Abhilfe zu schaffen.
Der Remigius-Leuchter über dem Hauptaltar (seit 1983) nimmt mit 96 Kerzen und 96 Kristallgläsern Bezug auf die Lebensjahre des heiligen Remigius.
Die alten Kirchenfenster wurden 1945 Opfer des Krieges. Die heutigen wurden Anfang der 1960er Jahres geschaffen: Im Chorraum die sogenannten Apostelfenster, am Südportal das Remigiusfenster, gegenüber das Piusfenster.
In der Turmhalle befindet sich seit 1987 die moderne Skulptur des „triumphierenden Christus“ von der in Borken geborenen Künstlerin Nina Winkel.
Der Schlussstein der heute als Sakristei dienenden Ölbergkapelle zeigt zwei Wappen. Die Initialen stehen für den Borkener Pfarrdechanten Johannes Boumann (1504–1534). Unter der Kapelle befindet sich ein Grabgwölbe für die Gebeine des 1807 aufgelösten, die Kirche umgebenden Friedhofs.
In die südlichen Außenwand sind zwei Grabmäler eingelassen sowie die Gewölbeschlusssteine der ehemaligen frühgotischen Hallenkirche. Eines der Grabmäler zeigt Ritter Heinrich III von Gemen († 1424) und seine Ehefrau Katharina von Bronckhorst. Das andere ist das des 1557 gestorbenen „Kerkmester“ Albert Ebelen.

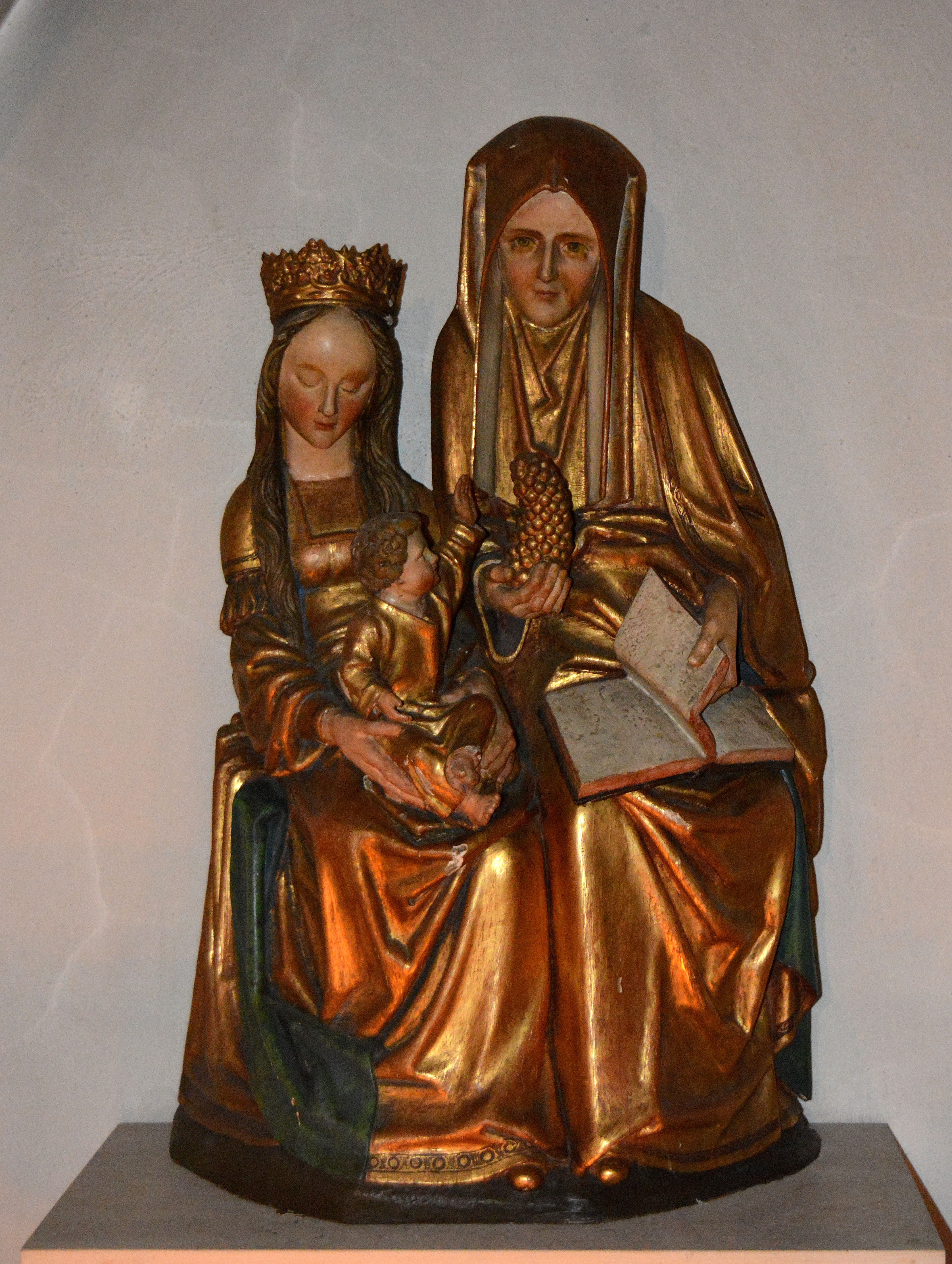
Hl. Anna
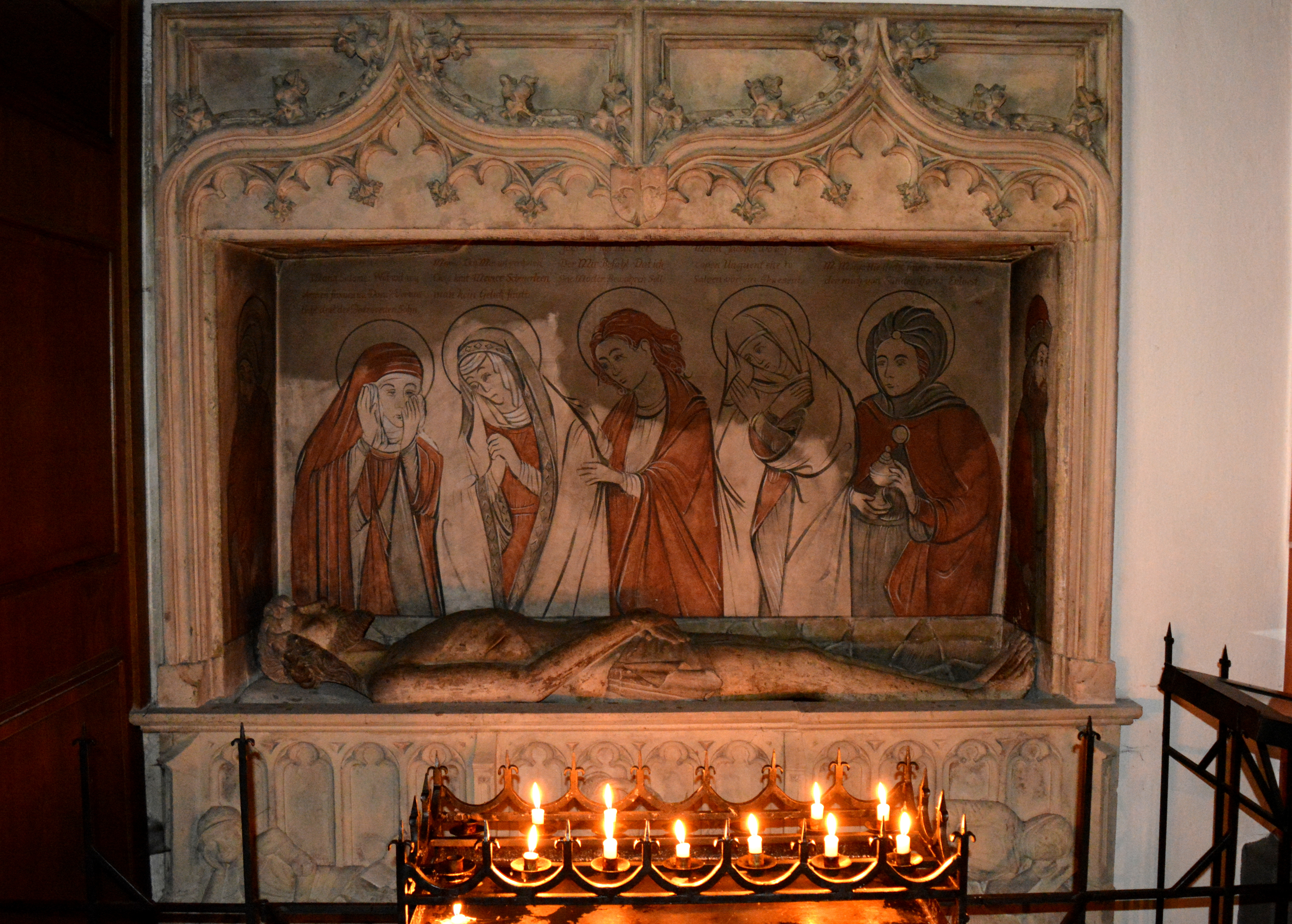
Heiliges Grab

## Orgeln

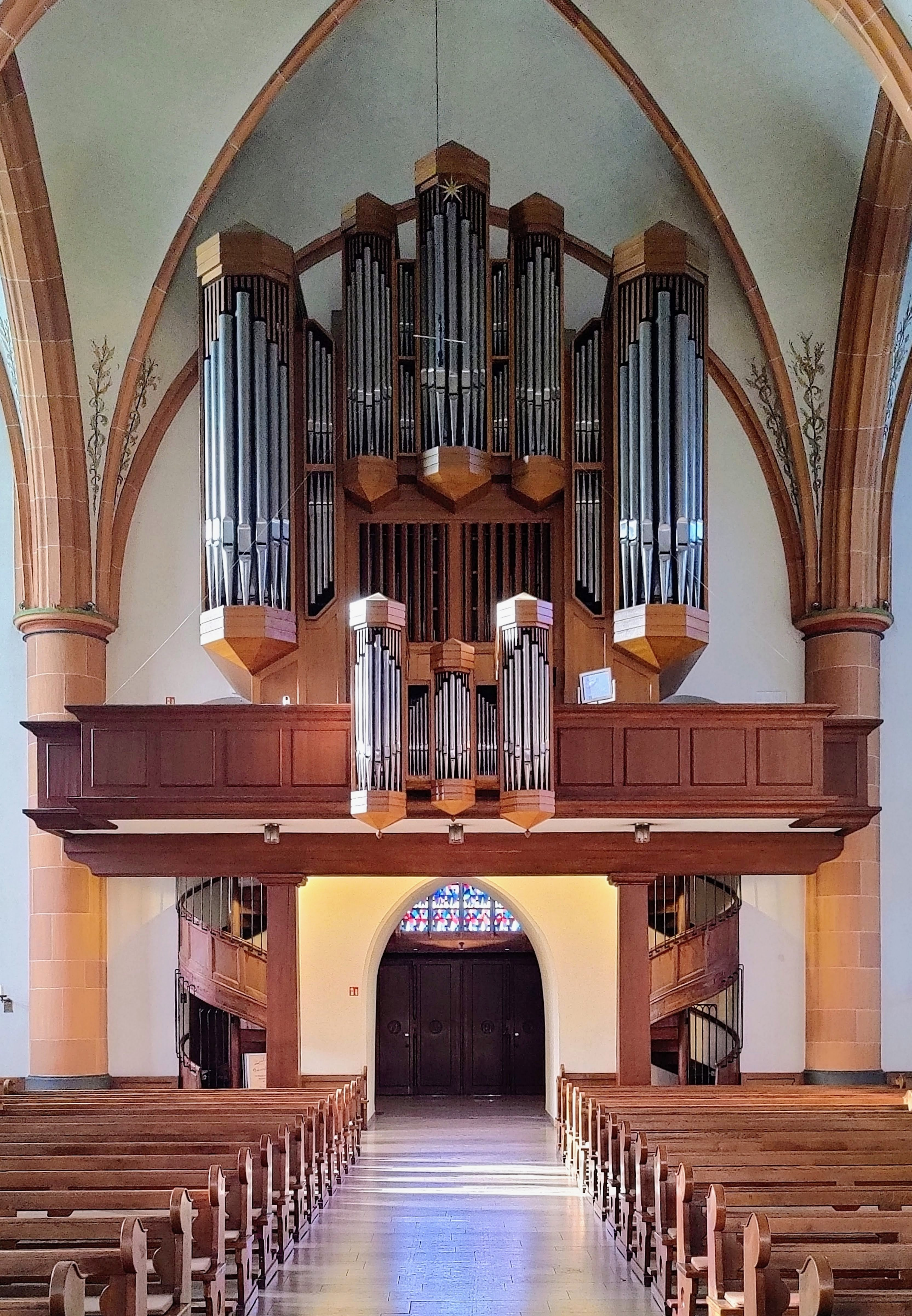
Blick auf die Hauptorgel (Sauer)

Die Remigiuskirche verfügt über eine dreimanualige Hauptorgel auf der Orgelempore an der Westwand der Kirche sowie eine zweimanualige Chororgel, von der auch die Hauptorgel angespielt werden kann.

### Hauptorgel
Nachdem die historische Orgel im Zweiten Weltkrieg völlig zerstört worden war, erhielt St. Remigius bereits 1952 eine neue Orgel, die von Franz Breil (Dorsten) erbaut worden war. Sie hatte Schleifladen, eine elektrisch gesteuerte Spiel- und Registertraktur und war für 42 Register auf drei Manualen vorbereitet. Realisiert wurden allerdings (zunächst) nur 17 Register. Der Weiterbau wurde angesichts der technischen und künstlerischen Ausführung dieser Orgel und vor allem angesichts der (nachkriegsbedingt) schlechten Qualität des verwendeten Materials immer wieder verschoben. In den 1980er Jahren beschloss man, ein neues Instrument anzuschaffen. Die Orgel von 1952 wurde abgebaut und einer Kirche in Südkorea zur Verfügung gestellt.
Die neue Hauptorgel wurde 1986–1989 von Siegfried Sauer (Höxter) erbaut. Das Instrument hat Schleifladen. Die Spieltraktur ist mechanisch, die Registertraktur elektrisch. Die Orgel wurde mit 52 Registern erbaut, verteilt auf das Rückpositiv in der Brüstung, das Schwellwerk (über dem Spieltisch), das darüber liegende Hauptwerk und die seitlichen Pedaltürme. Im Schwellwerk befindet sich ein Schalenglockenspiel, und im Hauptwerk ein Zimbelstern. Eine Besonderheit ist die Clarinette 8′ im Hauptwerk, die in einem eigenen Schwellkasten untergebracht ist. Der Spieltisch ist im Stile von Spielanlagen des französischen Orgelbauers Aristide Cavaillé-Coll in ergonomischer Form gebaut.
Das Instrument wurde nachträglich um drei Register erweitert: 1995 wurden im Rückpositiv zwei leise Stimmen (Salicional 8', Flachflöte 2') eingefügt, im Jahr 2009 wurde im Schwellwerk eine Voix Humaine 8′ eingebaut. Auch die Suboktavkoppeln wurden erst nachträglich eingebaut.
| I Hauptwerk C–a3 |               |        |
| 01.              | Prinzipal     | 16′    |
| 02.              | Prinzipal     | 08′    |
| 03.              | Doppelflöte   | 08′    |
| 04.              | Spitzflöte    | 08′    |
| 05.              | Oktave        | 04′    |
| 06.              | Rohrflöte     | 04′    |
| 07.              | Quinte        | 02 ⁄3′ |
| 08.              | Oktave        | 02′    |
| 09.              | Cornett V     | 08′    |
| 10.              | Mixtur V      | 02′    |
| 11.              | Scharff III   | 01′    |
| 12.              | Trompete      | 16′    |
| 13.              | Trompete      | 08′    |
| 14.              | Clarinette    | 08′    |
|                  | Tremulant     |        |
|                  | Zimbelstern 0 |        |

| II Rückpositiv C–a3 |                   |       |     |
| 15.                 | Holzgedeckt       | 8′    |     |
| 16.                 | Quintade          | 8′    |     |
| 17.                 | Salicional        | 8′    | (n) |
| 18.                 | Prinzipal         | 4′    |     |
| 19.                 | Koppelflöte       | 4′    |     |
| 20.                 | Oktave            | 2′    |     |
| 21.                 | Flachflöte        | 2′    | (n) |
| 22.                 | Quinte            | 1 ⁄3′ |     |
| 23.                 | Sifflet           | 1′    |     |
| 24.                 | Sesquialtera II 0 | 2 ⁄3′ |     |
| 25.                 | Zimbel III        | 1⁄2′  |     |
| 26.                 | Krummhorn         | 8′    |     |
|                     | Tremulant         |       |     |

| III Schwellwerk C–a3 |                       |         |     |
| 27.                  | Rohrbordun            | 16′     |     |
| 28.                  | Holzprinzipal         | 08′     |     |
| 29.                  | Bleigedackt           | 08′     |     |
| 30.                  | Gamba                 | 08′     |     |
| 31.                  | Vox coelestis         | 08′     |     |
| 32.                  | Prinzipal             | 04′     |     |
| 33.                  | Traversflöte          | 04′     |     |
| 34.                  | Nasat                 | 02 ⁄3′  |     |
| 35.                  | Piccolo               | 02′     |     |
| 36.                  | Terz                  | 01 3⁄5′ |     |
| 37.                  | Septime               | 01 ⁄7′  |     |
| 38.                  | Fourniture V          | 02 ⁄3′  |     |
| 39.                  | Basson                | 16′     |     |
| 40.                  | Trompete harmonique 0 | 08′     |     |
| 41.                  | Hautbois              | 08′     |     |
| 42.                  | Voix Humaine          | 08′     | (N) |
| 43.                  | Clairon               | 04′     |     |
|                      | Tremulant             |         |     |
|                      | Glockenspiel          |         |     |

| Pedalwerk C–f1 |               |        |
| 44.            | Bordun        | 32′    |
| 45.            | Prinzipal     | 16′    |
| 46.            | Subbass       | 16′    |
| 47.            | Oktavbass     | 08′    |
| 48.            | Gedacktbass 0 | 08′    |
| 49.            | Choralbass    | 04′    |
| 50.            | Nachthorn     | 02′    |
| 51.            | Hintersatz IV | 02 ⁄3′ |
| 52.            | Posaune       | 16′    |
| 53.            | Trompete      | 08′    |
| 54.            | Hautbois      | 04′    |

- Koppeln:
  - Normalkoppeln: I/P, II/P, III/P, II/I, III/I, III/II
  - Suboktavkoppeln: III/I, III/III
- Spielhilfen: 2 × 64-fache Setzeranlage, Registercrescendo als Schwelltritt
- Anmerkungen:

(n) = 1995 nachträglich hinzugefügtes Register
(N) = 2002 nachträglich hinzugefügtes Register

### Chororgel

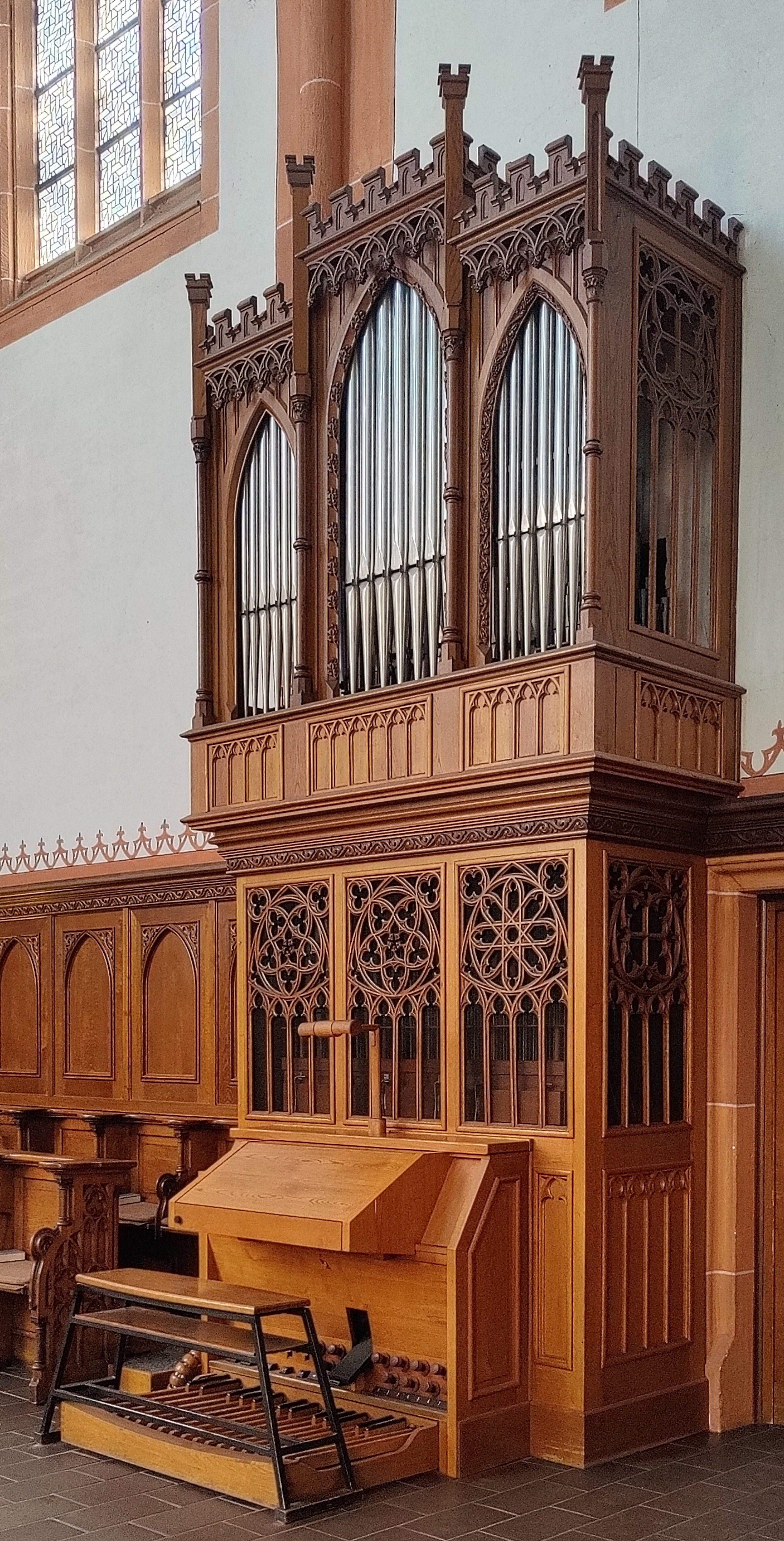
Blick auf die Chororgel

Die Chororgel wurde 1983 von Franz Breil (Dorsten) erbaut. Das Instrument hat 10 Register auf zwei Manualwerken und Pedal. Es hatte zunächst eine einfache, zweimanualige Spielanlage. Als dieser Spieltisch bei einem Brand beschädigt wurde, baute man eine neue, dreimanualige Spielanlage, um die neue Hauptorgel auch von der Chororgel aus anspielen zu können; die Belegung der Manuale entspricht der der Hauptorgel. Die Register der Chororgel lassen sich über mechanische Züge aktivieren, die über dem dritten Manual angeordnet sind. Auch die Spieltrakturen der Chororgel sind mechanisch. Links neben dem Spieltisch der Chororgel befindet sich ein versenkbares Registertableau mit Druckschaltern für die Register der Hauptorgel.
| I Hauptwerk C–a3 |              |       |
| 1.               | Rohrflöte    | 8′    |
| 2.               | Prinzipal    | 4′    |
| 3.               | Waldflöte    | 2′    |
| 4.               | Mixtur III 0 | 1 ⁄3′ |
| 5.               | Trompete     | 8′    |

| II Brustwerk C– a3 |             |       |
| 6.                 | Gedackt     | 8′    |
| 7.                 | Gedackt     | 4′    |
| 8.                 | Prinzipal 0 | 2′    |
| 9.                 | Quinte      | 1 ⁄3′ |
|                    | Tremulant   |       |

| Pedal C–f1 |           |     |
| 10.        | Subbass 0 | 16′ |

- Koppeln: II/I, I/P, II/P.

## Glocken
Der Turm beherbergt ein fünfstimmiges Bronzegeläut, das nach dem Zweiten Weltkrieg gegossen wurde.
| Nr. | Name          | Gussjahr | Gießer                    | Ø (cm) | Masse (kg) | Nominal | Inschrift |
| 1   | Remigius      | 1959     | Petit & Edelbrock Gescher | 173    | 3.350      | h0      |           |
| 2   | Pius          | 1959     | Petit & Edelbrock Gescher | 146    | 1.950      | d1      |           |
| 3   | Ludgerus      | 1949     | Petit & Edelbrock Gescher | 130    | 1.350      | e1      |           |
| 4   | Marien        | 1959     | Petit & Edelbrock Gescher | 116    | 980        | fis1    |           |
| 5   | Christophorus | 1959     | Petit & Edelbrock Gescher | 109    | 810        | g1      |           |